# Joseph Aude
Joseph Aude (* 10. Dezember 1755 in Apt; † 5. Oktober 1841 in Paris) war ein französischer Schriftsteller.

## Leben
Joseph Aude begann seine Karriere als Theaterautor 1776 am französischen Hof. Er stand in den Diensten von Georges-Louis Leclerc de Buffon und Domenico Caraccioli (1715–1789), dem er nach Neapel folgte, aber noch vor dem Tod Buffons zurückkehrte. Aude erfand das Fortsetzungstheater, als er die einem 1792 entstandenen Volkslied entnommene Figur des Cadet Rousselle 1793 zum ersten Mal in Szene setzte und bis 1820 insgesamt sieben Mal zum Gegenstand seines Vaudeville-Theaters machte. Ähnlich verfuhr er mit der Figur der Madame Angot, einer emporgekommenen Fischhändlerin, die von Antoine-François Ève (auch: Ève Demaillot) (1747–1814) kreiert worden war. Daniel Couty spricht in diesem Zusammenhang von Konsumtheater (französisch: théâtre de consommation). Moderne Ausgaben fehlen.